# Robert Polák
Robert Polák (7. března 1866 Nové Hrady – 6. července 1926 Praha) byl český operní pěvec-basista a režisér opery Národního divadla.

## Životopis
Po absolvování gymnázia v Třeboni studoval na malířské akademii a později na pěvecké škole L. Lukeše v Praze. 
V roce 1884 nastoupil k divadelní společnosti Jana Pištěka jako operní pěvec-buffo bas, v roce 1891 pak přešel k divadelní společnosti Pavla Švandy ze Semčic se kterou působil v divadle v Plzni, kde patřil k předním sólistům. 
Na doporučení ředitele ND Františka Adolfa Šuberta, který jej viděl u Švandovy společnosti v Plzni, vystoupil několikrát pohostinsky v Národním divadle a od června 1894 zde získal řádné angažmá. V Národním divadle pak působil R. Polák až do své smrti v roce 1926.  Za 32 let působení v Národním divadle zde nastudoval přes 250 rolí, z valné většiny operních, ale vystupoval také v činohře zvláště v režiích Jaroslava Kvapila a v baletu, v režiích Achille Viscusiho. Od roku 1900 pracoval oficiálně též jako operní režisér a nastudoval a uvedl celkem okolo 250 oper, mnoho z nich opakovaně. 
Za období jeho režírování byly uvedeny všechny opery Smetanovy, v letech 1904–1905 zařadil cyklus Smetanových oper. Nastudoval a uvedl také většinu oper A. Dvořáka a Z. Fibicha a rovněž mnoho děl mladých českých autorů – např. J. B. Foerstera, J. Jeremiáše, J. Křičky, K. Weise a dalších. Kromě českých autorů uvedl i okolo 80 oper zahraničních autorů, zvláště ruských, italských, německých a francouzských. 
V období jeho působení v ND se poprvé na jevišti v Praze objevila např. Janáčkova Její Pastorkyně, Kovařovicovo Na Starém bělidle, Ostrčilova Káťa Kabanová a Kunálovy oči a řada novinek dalších českých autorů.
V Národním divadle byl také autorem řady kostýmních a scénických návrhů. 
V roce 1913 uvedl v přírodním divadle v Šárce se souborem ND Smetanovu Prodanou nevěstu. 

## Role v Národním divadle, výběr
- 1893, 1894, 1899, 1902 Bedřich Smetana: Hubička, role: Otec Paloucký (v roce 1893 ještě j.h.), režie Josef Šmaha
- 1894 Bedřich Smetana: Dvě vdovy, Mumlal, režie Edmund Chvalovský
- 1894 Bedřich Smetana: Prodaná nevěsta, Kecal, režie Josef Šmaha
- 1895 Zdeněk Fibich: Bouře, Stefano, režie F. A. Šubert
- 1895, 1897 Antonín Dvořák: Šelma sedlák, Martin, režie Edmund Chvalovský
- 1896 W. A. Mozart: Don Juan, Masseto, režie František Hynek
- 1896 Jacques Offenbach: Hoffmannovy povídky, Coppelius, Dapertutto, Dr. Mirakel, režie Edmund Chvalovský
- 1896, 1905 Charles Gounod: Romeo a Julie, Gregorio, režie František Hynek
- 1897 Jindřich Kaaan z Albestů: Bajaja, Kajfáš
- 1897 Gioacchino Rossini: Lazebník sevillský, Fiorello, režie František Hynek
- 1898 Giacomo Puccini: Bohéma, Alcindór, režie Adolf Krössing
- 1898 Antonín Dvořák: Jakobín, Filip
- 1898 W. A. Mozart: Kouzelná flétna, Kněz
- 1898, 1904 J. K. Tyl: Strakonický dudák, Šavlička, režie Edmund Chvalovský, Josef Šmaha (v r. 1904)
- 1899 Edmond Rostand: Cyrano de Bergerac (činohra), První kadet, režie Josef Šmaha
- 1899 Antonín Dvořák: Čert a Káča, Lucifer, režie F. A. Šubert
- 1900 A. V. Horák, Adolf Wenig st.: Babička, Ryzmburský myslivec, režie F. A. Šubert
- 1901 William Shakespeare: Romeo a Julie (činohra), Abraham, režie Jaroslav Kvapil
- 1901, 1910, 1913 Joseph Bayer: Královna loutek (balet), Hračkář
- 1901, 1910 Jaroslav Kvapil: Princezna Pampeliška (činohra), Královský kuchař, režie Jaroslav Kvapil, Gustav Schmoranz (v r. 1910)
- 1902 William Shakespeare: Macbeth (činohra), Seyton, režie Jaroslav Kvapil
- 1902, 1911 N. V. Gogol: Revisor (činohra), Štěpán Ivanovič Korobkin, režie Jaroslav Kvapil
- 1903, 1909 Josef Jiří Kolár: Pražský žid (činohra), Bohulib Kachna, režie Alois Sedláček
- 1906 Alois Jirásek: Jan Žižka (činohra), Náměstek legátův, Jakub, režie Jaroslav Kvapil
- 1905 William Shakespeare: Hamlet (činohra), Kněz, režie Jaroslav Kvapil
- 1905, 1915 Alois Jirásek: Lucerna (činohra), Žan, režie Jaroslav Kvapil
- 1906 Léo Delibes: Coppelia (balet), Starosta, režie Achille Viscusi
- 1906 J. W. Goethe: Faust (činohra), Brander, režie Jaroslav Kvapil
- 1906 J. V. Sládek: Julius Caesar (činohra), Cinna, Čtvrtý měšťan, režie Jaroslav Kvapil
- 1906, 1911 Alois Jirásek: Jan Hus (činohra), Provinciál cisterciáků, Smolař, režie Jaroslav Kvapil
- 1907 P. I. Čajkovskij: Labutí jezero (balet), Hofmistr, režie Achille Viscusi
- 1908 P. I. Čajkovskij: Louskáček (balet), Král pohádek, režie Achille Viscusi
- 1908 Oskar Nedbal: Z pohádky do pohádky (balet), Kuchař, Král, režie Achille Viscusi (1908), Augustin Berger (1914)
- 1908, 1913 J. K. Tyl: Strakonický dudák (činohra), Šavlička, režie Karel Mušek, Jaroslav Kvapil (v r. 1913)
- 1911 Arnošt Dvořák: Král Karel IV. (činohra), Žebravý mnich, režie Jaroslav Kvapil
- 1911, 1916 William Shakespeare: Richard III. (činohra), John Morton, režie Jaroslav Kvapil
- 1911, 1917 Oskar Nedbal: Princezna Hyacinta (balet), Kovář, režie Achille Viscusi, Augustin Berger (v r. 1917)
- 1923 P. I. Čajkovskij: Louskáček (balet), President , režie Augustin Berger

## Operní režie v Národním divadle, výběr
- 1899 Stanislaw Moniuszko: Zjevy duší (Přízraky)
- 1900 Georges Bizet: Carmen
- 1900 Bedřich Smetana: Dalibor
- 1900, 1924 Vilém Blodek: V studni
- 1901, 1907, 1922 Richard Wagner: Lohengrin
- 1901 Giuseppe Verdi: Aida
- 1901, 1911, 1915, 1924 Antonín Dvořák: Rusalka
- 1901 Carl Maria von Weber: Čarostřelec
- 1901 W. A. Mozart: Figarova svatba (R. Polák vystoupil také v roli Bartola)
- 1901, 1909, 1913, 1918, 1920 Antonín Dvořák: Šelma sedlák (R. Polák vystoupil v r. 1901 také v roli Martina)
- 1901, 1913, 1920, 1922 Bedřich Smetana: Tajemství
- 1901, 1914, 1922 Jacques Offenbach: Hoffmannovy povídky
- 1901, 1907 , 1916 Karel Kovařovic: Na Starém bělidle (R. Polák vystoupil v letech 1901 a 1907 také v roli Desátníka)
- 1902, 1911 Gioacchino Rossini: Vilém Tell (R. Polák vystoupil v roce 1902 také v roli Melchthala)
- 1902, 1915, 1920 Bedřich Smetana: Libuše
- 1902, 1913, 1923 Giuseppe Verdi: Otello
- 1903 Bedřich Smetana: Braniboři v Čechách (R. Polák vystoupil také v roli Biřice)
- 1903, 1910, 1920 Giacomo Puccini: Tosca (R. Polák vystoupil v letech 1903 a 1910 také v roli Sciaronne)
- 1904, 1906, 1913, 1921 W. A. Mozart: Kouzelná flétna (R. Polák vystoupil v letech 104 a 1906 také v roli Kněze, v roce 1913 v roli Prvního obětníka)
- 1905, 1920 P. I. Čajkovskij: Eugen Oněgin
- 1906, 1912, 1918, 1921 Antonín Dvořák: Dimitrij (R. Polák vystoupil také v roli Něborského a připravil výpravu hry)
- 1907 Giacomé Meyerbeer: Afričanka (R. Polák vystoupil také v roli Brahmína)
- 1908 Otakar Ostrčil: Kunálovy oči (R. Polák vystoupil také v roli Posla)
- 1909 Bedřich Smetana: Prodaná nevěsta (hráno až do roku 1923)
- 1909, 1923 Bedřich Smetana: Hubička (R. Polák vystoupil v r. 1909 také v roli Otce Palouckého)
- 1909 Antonín Dvořák: Jakobín
- 1910 Richard Strauss: Elektra (R. Polák vystoupil také v roli Starého sluhy)
- 1910, 1917 Zdeněk Fibich: Šárka (hráno až do roku 1925)
- 1913, 1917 P. I. Čajkovskij: Piková dáma
- 1914, 1919 Charles Gounod: Faust a Markétka
- 1915 G. Puccini: Tosca
- 1915, 1922 Gioacchino Rossini: Lazebník sevillský (R. Polák vystoupil v r. 1915 také v roli Doktora Bartola)
- 1916 Leoš Janáček: Její pastorkyňa
- 1917 Bedřich Smetana: Čertova stěna
- 1919 M. P. Musorgskij: Boris Godunov
- 1919 W. A. Mozart: Don Juan
- 1920 Richard Wager: Bludný Holanďan
- 1920 Karel Weis: Lešetínský kovář
- 1921 Giuseppe Verdi: Rigoletto
- 1922 Leoš Janáček: Káťa Kabanová
- 1923 F.-A. Boieldieu: Bílá paní

## Kostýmy, scéna, výběr
- 1899 Bedřich Smetana: Dalibor, Národní divadlo, režie Edmund Chvalovský
- 1906 Antonín Dvořák: Dimitrij, Národní divadlo, režie Karel Kovařovic [6]
- 1908 Otakar Ostrčil: Kunálovy oči, Národní divadlo, režie Robert Polák (R. Polák připravil návrh kostýmů pro sbor)